# Burnett (Washington)
Burnett az Amerikai Egyesült Államok északnyugati részén, Washington állam Pierce megyéjében elhelyezkedő önkormányzat nélküli település.
Burnett postahivatala 1888 és 1927 között működött. A település névadója Charles Hiram Burnett Sr. szénipari üzletember.
A településen egy füves futópályával rendelkező magánrepülőtér működik.

## Fordítás
- Ez a szócikk részben vagy egészben  a   Burnett, Washington című angol Wikipédia-szócikk ezen változatának fordításán alapul.  Az eredeti cikk szerkesztőit annak laptörténete sorolja fel. Ez a jelzés csupán a megfogalmazás eredetét és a szerzői jogokat jelzi, nem szolgál a cikkben szereplő információk forrásmegjelöléseként.